# Сахір (пустеля)
26°02′00″ пн. ш. 50°31′00″ сх. д. / 26.033333° пн. ш. 50.516667° сх. д.
Сахір (араб. الصخير Sakhir або Sukhair; в перекладі з перського діалекту — «пагорби і хребти»)  — пустеля в Бахрейні.Територію переважно складають невисокі і часто пологі пагорби, присутні оази. Вважається однією з визначних пам'яток Бахрейну.
Розташована поблизу портового поселення Zallaq  і на схід від нього. На частку пустельної області припадає велика частина території Південної Провінції. У пустелі розташований палац Al-Sakhir Palace, побудований в 1870 році .
З початку 2000-х років на території пустелі почалося будівництво інфраструктури, зокрема, зведені такі будови як головний кампус Університету Бахрейну і міжнародна гоночна траса Сахір. Також ця місцевість використовується для кемпінгу  . В інших районах пустелі проводяться озеленювальні роботи, там уже відкрито і діє природний заповідник і зоопарк Байхрейна Аль-Арін.
Службою міського планування Бахрейну прийнятий проєкт розвитку пустелі Сахір  , який охоплює  територію в 75 000 гектарів і передбачає будівництво туристичного міста з подальшим розвитком міської інфраструктури: будівництво готелів і другого міжнародного аеропорту .